# Landevieille
Landevieille és un municipi francès situat al departament de Vendée i a la regió de País del Loira. L'any 2007 tenia 1.100 habitants.

## Demografia

### Població
El 2007 la població de fet de Landevieille era de 1.100 persones. Hi havia 454 famílies de les quals 110 eren unipersonals (55 homes vivint sols i 55 dones vivint soles), 164 parelles sense fills, 155 parelles amb fills i 25 famílies monoparentals amb fills.
La població ha evolucionat segons el següent gràfic:
Habitants censats

### Habitatges
El 2007 hi havia 1.003 habitatges, 464 eren l'habitatge principal de la família, 526 eren segones residències i 13 estaven desocupats. 646 eren cases i 9 eren apartaments. Dels 464 habitatges principals, 370 estaven ocupats pels seus propietaris, 90 estaven llogats i ocupats pels llogaters i 4 estaven cedits a títol gratuït; 4 tenien una cambra, 16 en tenien dues, 98 en tenien tres, 145 en tenien quatre i 202 en tenien cinc o més. 402 habitatges disposaven pel capbaix d'una plaça de pàrquing. A 227 habitatges hi havia un automòbil i a 208 n'hi havia dos o més.

### Piràmide de població
La piràmide de població per edats i sexe el 2009 era:
| Homes | Edats   | Dones |
| ----- | ------- | ----- |
| 0     | 95 o +  | 0     |
| 0     | 90 a 94 | 8     |
| 0     | 85 a 89 | 4     |
| 8     | 80 a 84 | 4     |
| 8     | 75 a 79 | 16    |
| 16    | 70 a 74 | 32    |
| 52    | 65 a 69 | 28    |
| 36    | 60 a 64 | 36    |
| 16    | 55 a 59 | 36    |
| 20    | 50 a 54 | 8     |
| 16    | 45 a 49 | 20    |
| 32    | 40 a 44 | 20    |
| 28    | 35 a 39 | 32    |
| 32    | 30 a 34 | 40    |
| 20    | 25 a 29 | 16    |
| 12    | 20 a 24 | 4     |
| 20    | 15 a 19 | 20    |
| 36    | 10 a 14 | 28    |
| 24    | 5 a 9   | 20    |
| 24    | 0 a 4   | 32    |

## Economia
El 2007 la població en edat de treballar era de 633 persones, 480 eren actives i 153 eren inactives. De les 480 persones actives 441 estaven ocupades (251 homes i 190 dones) i 39 estaven aturades (13 homes i 26 dones). De les 153 persones inactives 86 estaven jubilades, 30 estaven estudiant i 37 estaven classificades com a «altres inactius».

### Ingressos
El 2009 a Landevieille hi havia 504 unitats fiscals que integraven 1.221 persones, la mediana anual d'ingressos fiscals per persona era de 17.200 €.

### Activitats econòmiques
Dels 57 establiments que hi havia el 2007, 2 eren d'empreses extractives, 1 d'una empresa alimentària, 3 d'empreses de fabricació d'altres productes industrials, 20 d'empreses de construcció, 7 d'empreses de comerç i reparació d'automòbils, 2 d'empreses de transport, 5 d'empreses d'hostatgeria i restauració, 2 d'empreses financeres, 5 d'empreses immobiliàries, 3 d'empreses de serveis, 3 d'entitats de l'administració pública i 4 d'empreses classificades com a «altres activitats de serveis».
Dels 21 establiments de servei als particulars que hi havia el 2009, 1 era una oficina bancària, 1 taller de reparació d'automòbils i de material agrícola, 4 paletes, 3 guixaires pintors, 5 fusteries, 2 lampisteries, 1 electricista, 3 perruqueries i 1 agència immobiliària.
Dels 4 establiments comercials que hi havia el 2009, 1 era una botiga de menys de 120 m², 1 una fleca i 2 botigues de mobles.
L'any 2000 a Landevieille hi havia 17 explotacions agrícoles que ocupaven un total de 781 hectàrees.

## Equipaments sanitaris i escolars
El 2009 hi havia una escola elemental.

## Poblacions més properes
El següent diagrama mostra les poblacions més properes.